# 沙洛華迪斯
拉沙·萨鲁克瓦泽（英語：Lasha Salukvadze，1981年12月21日—），格鲁吉亚足球运动员，擔任后卫，现效力於俄罗斯足球超级联赛喀山鲁宾足球俱乐部。
他在2005年加入了俄超的喀山鲁宾足球俱乐部。
他也在2008年欧锦赛外围赛中代表格鲁吉亚出战了七场。